# Debela peč
Debela peč (2015 mnm) je najvzhodnejši dvatisočak v Julijskih Alpah. Travnati vrh kopaste oblike (, stožčast vrh; skalnat vrh) je del gorskega grebena, ki zaključuje pokljuško planoto in strmo pada v dolino Krme. Debela peč je zadnji izmed vrhov tega grebena, ki ga sestavljajo še Mrežce, Lipanski vrh in Brda. Dostop na vrh je iz pokljuške strani enostaven in najudobnejši mimo Blejske koče na Lipanci (okrog 1½ h). Veliko ljudi ima Debelo peč za naravno lepoto Slovenije. Veliko slovenskih youtube-rjev je že snemalo Debelo peč in njeno prelepo pot. Debela peč je 335. največji vrh v Sloveniji. 